# 人生 (小説)
『人生』（じんせい、la bonne vie）は、川岸殴魚による日本のライトノベル。イラストはななせめるちが担当。ガガガ文庫（小学館）より2012年1月から2016年11月まで刊行された。
テレビアニメ化され、2014年7月から9月まで放送された（後述）。

## あらすじ
九文（くもん）学園第二新聞部に所属する赤松勇樹は、従姉で部長の二階堂彩香から校内新聞の新コーナー「お悩み相談コーナー」（人生相談）を任されることになった。しかし勇樹一人だけで記事を作るのは心許ないと考えた彩香は、3名の女子生徒に「回答係」として勇樹に協力するように命じた。そのメンバーはいずれも勇樹と同じ1年生で理系代表の遠藤梨乃、文系代表の九条ふみ、体育会系代表の鈴木いくみ。勇樹は三者三様の回答とその実践を交えつつ、何とか記事としてこれらをまとめていくのだが…?。

## 登場人物

### 九文学園
勇樹たちが通っている高校。第8章から進級し、これまで「相談メンバー」であった梨乃、ふみ、いくみ、絵美の4人も正式に第二新聞部に入部している（第7章までは名義貸しをしていた先輩が3人、幽霊部員という状態で在籍していた）。

#### 主要人物
赤松 勇樹（あかまつ ゆうき）
声 - 内匠靖明、ケイ・グラント（第7話：「美声」、第12話：「侵入」/2代目コガネン）
本作の主人公。九文学園一年二組→二年二組の生徒で、第二新聞部に所属。2代目コガネンでもある。
眼鏡をかけた、やや地味目の少年だが心優しい所があり、部員不足で廃部寸前だった第二新聞部を救うためにこれに入部した。
仕切り役と相談役という日々を過ごしていく中で一年次の時の同じクラスでもある梨乃を次第に気にかけていくようになるが、いくみにその都度、釘を刺されている。
遠藤 梨乃（えんどう りの）
声 - 新田ひより
本作のヒロインの一人。一年二組→二年五組の生徒。彩香の用意した回答者その1で、理系代表。6月28日生まれ、血液型はB型。
容姿端麗かつ成績優秀で、特に理系科目は既に大学レベルに達しているとか。
ツンツンしたクールな性格で、そのせいか人付き合いはヘタな方で、回答もどことなく非現実的なところがあるが、徐々に第二新聞部のメンバーには心を開いていくようになり、中でも何かと気をかけてくれる勇樹に対しては意識するようになる。
ペットに「うずうず」（声 - 優耶）というウズラを飼っている。
オカルト的なものは否定するが、オカルト部の黒川の催眠術にかかりやすく、甘えん坊キャラになる。
九条 ふみ（くじょう ふみ）
声 - 豊田萌絵
本作のヒロインの一人。一年一組→二年二組の生徒。回答者その2で、文系代表。
おっとり型の性格だが、やや天然ボケのところがあり、回答にもその色が出ている。歴史マニアで、三国志や戦国時代の武将を引き合いに出すことが多い。梨乃やいくみとは違い、勇樹に対する心境の程は不明。Ｆカップの巨乳だが､本人は気にしており､いくみにさわられる事が多い。
鈴木 いくみ（すずき いくみ）
声 - 諏訪彩花
本作のヒロインの一人。一年五組→二年五組の生徒。回答者その3で、体育会系代表。身長150cm。3サイズはB:73・W:54・H:77。血液型はB型。
運動神経抜群で、あらゆる運動部からオファーがかかるほど。物事をあまり難しく考えるのは苦手で、常に直情的に行動するため、回答もこうした傾向になることが多く、理論派である梨乃とは意見上対立することが多い。家は貧乏で、それでも楽しい様子なのだが、クリスマスには何故か餃子を食している。
コガネン騒ぎの際に本気で勇樹を意識するようになり、2人きりになると「いちゃいちゃ」しだすため、梨乃に釘を刺しがちになる。
村上 絵美（むらかみ えみ）
声 - 大西沙織
一年三組→二年一組の生徒。最初は相談者として登場し、オカルト部の相談以降、「第4の回答者」となる。美術系。
美術部にも在籍しており、芸術家ゆえのズレたセンスを駆使した回答をすることが多い。一見、物静かな印象を受けるが、芸術のことになると豹変するなどエキセントリックな一面も持つ。「芸術=ヌード」という思考のせいか、脱ぎ癖がある。いくみ程では無いが、勇樹と梨乃が「いちゃいちゃ」していることには反対の模様。
原作では第4章からの登場だが、アニメでは「部員が足りません」という相談が絵美の相談に改変され（原作の相談者は2年生女子の美術部員）、第1話から写真とイメージで登場した。
二階堂 彩香（にかいどう あやか）
声 - 前田玲奈
勇樹の従姉で、第二新聞部部長。二年五組→三年五組の生徒。
彼に「お悩み相談コーナー」を任せ、また3人の回答者も用意する。行動力はあるものの、ちょっと強引なところがある。
アリーナ・チェビリダッケ
第8章から登場の一年三組の新入生および留学生。
当初は「兄（後述）を探して欲しい」という相談と入部前の見学という立場だった。無事、兄を発見し、就職も斡旋してもらったことから第二新聞部の新メンバーとなる。

#### その他の学園関係者
浅野 浩太（あさの こうた）
声 - 森久保祥太郎
三年三組（第7章まで）の生徒で、第一新聞部部長。生徒会長と手を組んでいる他、第二新聞部の存在を快く思わず、いやがらせをしている。
その実、女性好きな一面があり、特に彩香には想いを寄せているようだが、その彩香を（第二新聞部創部前の）新聞部から追い出したのも浅野自身である。新聞部が統合されかけた際は部長を名乗っていたが、元に戻った際は部長職を外され、卒業前という時期なのに新入部員同等の扱いにまでされていた。
志乃（しの）
声 - 渕上舞
第一新聞部の「お悩み相談ルーム」の相談員として浅野が用意した「梨乃に対抗」した毒舌担当らしいが、浅野に関しては本気で拒絶している様子がうかがえる。
くみ
声 - 原田ひとみ
同じく「ふみに対抗」したオッパイ担当。Gカップの巨乳の持ち主で、セリフでほぼ毎回、それを強調している。
よしたか
声 - 菅沼久義
同じく「いくみに対抗」したちんちくりん担当だが、何故か男子。坊主頭でいくみと変わらぬ性質を持つ。統合騒ぎが終結した後の第一新聞部の部長に就任。浅野を自らのポジションに当てはめるため、坊主頭にしようとしていた。
ニセよしたか
声 - 伊丸岡篤
第二新聞部との回答勝負で浩太が用意した本物の住職で、梨乃と勝負する。なお本物のよしたかはこの時はネット配信のカメラマンをさせられていた。
白河 香織（しらかわ かおり）
声 - 内田真礼
二年一組の生徒（アニメでは生徒会長）で、九文学園理事長の孫娘。高飛車な性格で自身に歯向かう者を評判の悪い姉妹校に送り込む・予算を私的使用している等、好き放題している。
第一新聞部とは手を組んでいるようで、コンテストの類など自分自身が勝利出来るようにしたりと斡旋されている。
アニメのエンディングでは「白川香織」とクレジットされている。
黒川 真理（くろかわ まり）
声 - 福原綾香
オカルト部のメンバーで絵美が美術部専任であった頃の悩みの種であった。語尾に「〜のです。」を付けるのが特徴。
内村 朋子（うちむら ともこ）
声 - 高本めぐみ
第二新聞部の顧問だが、彩香と香織のいがみ合いが原因で生徒恐怖症になった挙句、法事で年100日欠勤するほどの引きこもりに。出勤しても保健室の常連。端から見れば、スタイルも良く美人なのだが、どこか屈折してしまっている。
近田（ちかだ）
学園の英語教師で勇樹曰く「温厚な定年間近の老紳士」らしいのだが、本気で怒ると怖い模様。
藤田（ふじた）
声 - 柳沢栄治
学園の理科教師で「HHH団」のメンバー。HHH団の秘密を探ろうとした浅野を処分しようとしたが、コガネンに扮した勇樹の説得に応じ解放した。

### その他の人物
ふみの祖父
声 - 柴田秀勝（勇樹が想像した「イメージ祖父」の声は徳本英一郎）
九条家の現当主であり、貿易会社を経営している。厳しい人物だが、孫であるふみを溺愛している。せっかちで畳みかけるように話を進めてしまい、人の話をあまり聞かない。合宿の参加のための説得の際に自らに意見した勇樹のことを認め、ふみの婿にしようとしたり、アレクサンダーを雇うなど、何かと第二新聞部に関わっている。
アレクサンダー・チェリビダッケ
アリーナの兄で、貿易会社に勤務の後、その会社が倒産してニート同然の暮らしをしていた。しかし、勇樹たちの協力もあり、ふみの祖父が経営している別の貿易会社へ再就職がきまった。
コガネン
声 - 浪川大輔（初代・飯田浩之）/ケイ・グラント（2代目・赤松勇樹）
中央通り商店街のローカルヒーロー。コガネムシをイメージした仮面ライダー風の姿で顔に「小金井」の文字が入る。約10年前に商工会が街おこしのために企画したのだが、人気がなかったためにいつしか姿を消してしまった。しかし幼い頃のいくみは彼に憧れ運動を本気で頑張るきっかけになったといい、今でも商店街のポイントカード特典の「コガネンと握手できる」権利を使おうとポイントをためていた。
上述の通り、勇樹が2代目を襲名することになるが、正体を隠すため、首の後ろのツボを突くことで「クリス・ペプラーの様な美声」になる（アニメではケイ・グラントの声になる）。
飯田 浩之
声 - 浪川大輔
コガネンの中の人をしていた中年男性。普段は雑貨屋の店主。商店街からの頼みでいくみにコガネンとして会ってもらっていたが本人は女性にモテるために引き受けただけであった。予算不足と雑な設定のため人気が出ず半年で引退状態であったが、合コンでモテる会話を教えてもらうことを条件にいくみ達に協力する。

## 既刊一覧
- 川岸殴魚（著） / ななせめるち（イラスト） 『人生』 小学館〈ガガガ文庫〉、全12巻
  - 『人生』2012年1月23日初版第1刷発行（1月18日発売[5]）、ISBN 978-4-09-451318-9
  - 『人生 第2章』2012年4月23日初版第1刷発行（4月18日発売[6]）、ISBN 978-4-09-451335-6
  - 『人生 第3章』2012年8月26日初版第1刷発行（8月21日発売[7]）、ISBN 978-4-09-451359-2
  - 『人生 第4章』2012年12月23日初版第1刷発行（12月18日発売[8]）、ISBN 978-4-09-451382-0
  - 『人生 第5章』2013年5月22日初版第1刷発行（5月17日発売[9]）、ISBN 978-4-09-451412-4
  - 『人生 第6章』2013年11月24日初版第1刷発行（11月19日発売[10]）、ISBN 978-4-09-451449-0
  - 『人生 第7章』2014年2月23日初版第1刷発行（2月18日発売[11]）、ISBN 978-4-09-451467-4
  - 『人生 第8章||2014年6月23日初版第1刷発行（6月18日発売[12]）、ISBN 978-4-09-451493-3
  - 『人生 第9章』2014年10月22日初版第1刷発行（10月17日発売[13]）、ISBN 978-4-09-451516-9
  - 『人生 第10章』2015年3月日初版第1刷発行（3月18日発売[14]）、ISBN 978-4-09-451541-1
  - 『人生 えくすとら』2016年2月23日初版第1刷発行（2月18日発売[15]）、ISBN 978-4-09-451595-4
  - 『人生 ぷち』2016年11月23日初版第1刷発行（11月18日発売[16]）、ISBN 978-4-09-451643-2

## 新聞
『読売中高生新聞』（読売新聞社発行：小学館特別協力）にて『人生 ぷち』のタイトルで2015年7月3日号より書き下ろし新作を連載していた。この収録分は『人生 ぷち』のタイトルで2016年11月に文庫化されている。

## 漫画
『人生〜マンガの章〜』のタイトルで『月刊サンデージェネックス』（小学館）2014年3月号より2015年4月号まで連載。作画は松山せいじ。
1. 2014年6月19日発売[17]、ISBN 978-4-09-157380-3
2. 2014年12月19日発売[18]、ISBN 978-4-09-157403-9
3. 2015年4月17日発売[19]、ISBN 978-4-09-157414-5

## オーディオブック
ガガガ文庫と声優事務所の81プロデュースがタッグを組んだオーディオブックの第9弾として、2019年12月20日より配信された。
出演は上西哲平（朗読＋赤松勇樹役）、向井莉生（遠藤梨乃役）、伏見はる香（九条ふみ役）、堤雪菜（鈴木いくみ役）、佐々木奈緒（二階堂彩香役ほか）、折原秋良、合田葵。

## テレビアニメ
『人生相談テレビアニメーション「人生」』（じんせいそうだんテレビアニメーション じんせい）のタイトルで2014年7月から9月まで放送された。話中で紹介された悩み相談への回答は公式サイトの「本日の回答」に掲載されている。
第1話冒頭には同じガガガ文庫原作作品の『GJ部』に登場する天使真央がフィギュアとして登場している。

### スタッフ
- 原作 - 川岸殴魚（小学館「ガガガ文庫」刊）[2]
- キャラクター原案 - ななせめるち[2]
- 監督 - 川口敬一郎[2]
- 助監督 - 島崎奈々子（第2話 - 第13話）
- シリーズ構成 - 荒川稔久[2]
- キャラクターデザイン - 下谷智之[2]
- 美術監修 - 佐藤正浩[2]
- 美術監督 - 永吉幸樹[2]
- 色彩設計 - 岩井田洋[2]
- 撮影監督 - 小池里恵子[2]
- 編集 - 平木大輔[2]
- 音響監督 - 飯田里樹[2]
- 音楽 - カワイヒデヒロ[2]
- 音楽プロデューサー - 渡辺一博、近藤貴郎
- プロデューサー - 塩入聡太、菊川雄士、北田修一、木村文彦
- アニメーションプロデューサー - 上坂陽一郎、白石直子
- アニメーション制作 - feel.[2]
- アニメーション制作協力 - ミルパンセ
- 製作 - 人生製作委員会[2]

### 主題歌
オープニングテーマ「凸凹解決せんせーしょん」
作詞・作曲・編曲 - y0c1e / 歌 - あやめと優里花 from 乙女新党
乙女新党のシングル「ビバ!乙女の大冒険っ!!」に収録。
エンディングテーマ「人生☆キミ色」
作詞 - PA-NON / 作曲・編曲 - Tak Miyazawa
歌（第1話 - 第7話） - じんせーず[遠藤梨乃（新田ひより）、九条ふみ（豊田萌絵）、鈴木いくみ（諏訪彩花）]
歌（第8話 - 第13話） - じんせーず[遠藤梨乃（新田ひより）、九条ふみ（豊田萌絵）、鈴木いくみ（諏訪彩花）、村上絵美（大西沙織）]
第6話以降、ふみ・いくみのバストアップイラストの際に登場するSDキャラの位置が変更されている。第8話からは絵美が追加されたver.に変更になっている。
挿入歌「コガネンのうた」（第6、7、12話）
作詞 - 中央通り商店街有志 / 作曲・編曲 - カワイヒデヒロ / 歌 - コガネン（浪川大輔）

### 各話リスト
| 話数 | サブ タイトル | シナリオ   | コンテ     | 演出                       | 作画監督                                   | 総作画監督                                     | 相談内容・相談者 |
| ---- | ------------- | ---------- | ---------- | -------------------------- | ------------------------------------------ | ---------------------------------------------- | --- |
| #01  | 相談          | 荒川稔久   | 川口敬一郎 | 島崎奈々子                 | 川島尚                                     | 下谷智之 山崎正和 桝田邦彰                     | - 『部活を迷ってます』 石川貴雄（声：水島大宙） - 『仲良くする方法がわかりません』 増川弘幸 - 『部員が足りません』 村上絵美                                                                   |
| #02  | 反省          | 荒川稔久   | 松下周平   | 松下周平                   | 近藤優次 松本朋之                          | 佐藤元昭 桝田邦彰                              | - 『占いですごくイヤな結果が出ました』 水元美久（声：門脇舞以） - 『仲直りしたい』 三上菜々子（声：桑谷夏子） - 『ライバルへの嫉妬が抑えられない』 田岡亮太 - 『誕生日パーティー』 元井絵美香 |
| #03  | 資本          | 荒川稔久   | 越田知明   | 越田知明                   | 林あすか                                   | 林あすか 山崎正和 下谷智之                     | - 『自信が持てません』 香月芯一郎（声：市来光弘） - 『親がうるさい』 中村美紀 - 『仕事が出来ません。』 井上浩一                                                                               |
| #04  | 夏物          | 荒川稔久   | 島崎奈々子 | 宇根信也                   | 飯田清貴 福地和浩                          | 佐藤元昭 桝田邦彰 重本和佳子                   | - 『合宿が楽しみ』 浅野浩太 - 『約束を守れなかった』 小山あかり - 『フラグでしょうか?』 fran                                                                                                  |
| #05  | 短尺          | 荒川稔久   | 伴山人     | ふじいたかふみ             | 上野卓志 徳田夢ノ助 築山翔太 中本尚        | 山崎正和 桝田邦彰 佐藤元昭                     | - 『いよいよ対決です』 赤松勇樹 |
| #06  | 飯田          | 玉井☆豪    | 越田知明   | 村田光                     | 林あすか 松嶌舞夢                          | 下谷智之 林あすか                              | - 『気があるんですか?』 通学バス マサ夫 - 『経営が苦しい』 喫茶ロマン 仁藤邦夫（声：増谷康紀）                                                                                                |
| #07  | 美声          | 大知慶一郎 | 松下周平   | 松下周平                   | 近藤優次 松本朋之                          | 川村幸祐                                       | - 『女に好かれない』 飯田浩之 |
| #08  | 尻取          | 玉井☆豪    | 島崎奈々子 | ロングコート桜 島崎奈々子  | 安本学 土方友希 谷口繁則 福地和浩 林あすか | 重本和佳子 佐藤元昭 桝田邦彰 川村幸祐          | - 『生まれつき決まっていることが多すぎる』 伊藤孝之（声：寺島拓篤） - 『口下手で困っています』 P.N.柴犬好き（声：江口拓也）                                                                   |
| #09  | 却下          | 大知慶一郎 | 伴山人     | 嵯峨敏                     | 川島尚 山本篤史                            | 山崎正和 桝田邦彰                              | - 『友人を励ましたい』 小野恭助 - 『遠距離恋愛についての悩み』 舘戸陽子 |
| #10  | 陰性          | 荒川稔久   | 伴山人     | 島崎奈々子 村田光 有冨興二 | 三宅舞子                                   | 下谷智之 佐藤元昭 桝田邦彰 山崎正和            | - 『東京についていけないのす』 山中君江（声：中尾衣里） - 『どうせ僕なんか』 矢野（声：平川大輔） - 『生徒が怖い』 教師 内村朋子（声：高本めぐみ）                                            |
| #11  | 応募          | 大知慶一郎 | 松下周平   | 松下周平                   | 近藤優次 松本朋之                          | 川村幸祐                                       | - 『親友について』 木村直久 - 『疑心暗鬼な気持ち』 |
| #12  | 潜入          | 玉井☆豪    | 島崎奈々子 | 島崎奈々子 村田光          | 飯田清貴 福地和浩                          | 林あすか 山崎正和 佐藤元昭                     | - 『危険を遠ざけたい』 大場陽一（声：高城元気） - 『押しが弱い』明日川要（声：中澤まさとも）                                                                                                  |
| #13  | 隠畑          | 荒川稔久   | 川口敬一郎 | ふじいたかふみ             | 川島尚 山本篤史 重本和佳子                 | 下谷智之 佐藤元昭 川村幸祐 重本和佳子 山崎正和 | - 『長いものには巻かれるべきなんでしょうか?』 川村浩紀 |

### 放送局
| 放送地域   | 放送局     | 放送期間               | 放送日時                     | 放送系列       | 備考             |
| ---------- | ---------- | ---------------------- | ---------------------------- | -------------- | ---------------- |
| 東京都     | TOKYO MX   | 2014年7月6日 - 9月28日 | 日曜 22:00 - 22:27           | 独立局         |                  |
| 近畿広域圏 | 読売テレビ | 2014年7月8日 - 9月30日 | 火曜 1:59 - 2:29（月曜深夜） | 日本テレビ系列 | 『MANPA』第1部   |
| 中京広域圏 | 中京テレビ | 2014年7月8日 - 9月30日 | 火曜 2:22 - 2:52（月曜深夜） | 日本テレビ系列 |                  |
| 日本全域   | BS11       | 2014年7月8日 - 9月30日 | 火曜 3:00 - 3:30（月曜深夜） | BS放送         | 『ANIME+』枠     |
| 日本全域   | AT-X       | 2014年7月8日 - 9月30日 | 火曜 22:30 - 23:00           | CS放送         | リピート放送あり |

| 放送地域 | 放送局             | 放送期間                 | 放送日時                     | 放送系列                  | 備考 |
| -------- | ------------------ | ------------------------ | ---------------------------- | ------------------------- | ---- |
| 日本全域 | バンダイチャンネル | 2014年7月8日 - 9月30日   | 火曜 12:00 更新              | ネット配信                |      |
| 日本全域 | ニコニコチャンネル | 2014年7月8日 - 9月30日   | 火曜 12:00 更新              | ネット配信                |      |
| 日本全域 | テレビドガッチ     | 2014年7月8日 - 9月30日   | 火曜 12:00 更新              | ネット配信                |      |
| 日本全域 | 日テレオンデマンド | 2014年7月8日 - 9月30日   | 火曜 12:00 更新              | ネット配信 日本テレビ系列 |      |
| 日本全域 | ニコニコ生放送     | 2014年7月9日 - 10月1日   | 水曜 0:30 - 1:00（火曜深夜） | ネット配信                |      |
| 日本全域 | GYAO!              | 2014年7月22日 - 10月14日 | 火曜 12:00 更新              | ネット配信                |      |

### BD / DVD
| 巻 | 発売日         | 収録話          | 規格品番   | 規格品番   |
| 巻 | 発売日         | 収録話          | BD         | DVD        |
| -- | -------------- | --------------- | ---------- | ---------- |
| 1  | 2014年9月3日   | 第1話           | VPXY-71325 | VPBY-14318 |
| 2  | 2014年10月22日 | 第2話 - 第3話   | VPXY-71326 | VPBY-14319 |
| 3  | 2014年11月26日 | 第4話 - 第5話   | VPXY-71327 | VPBY-14320 |
| 4  | 2014年12月24日 | 第6話 - 第7話   | VPXY-71328 | VPBY-14321 |
| 5  | 2015年1月21日  | 第8話 - 第9話   | VPXY-71329 | VPBY-14322 |
| 6  | 2015年2月25日  | 第10話 - 第11話 | VPXY-71330 | VPBY-14323 |
| 7  | 2015年3月25日  | 第12話 - 第13話 | VPXY-71331 | VPBY-14324 |

| 読売テレビ MANPA 第1部 | 読売テレビ MANPA 第1部                | 読売テレビ MANPA 第1部 |
| 前番組                 | 番組名                                | 次番組                 |
| ---------------------- | ------------------------------------- | ---------------------- |
| 極黒のブリュンヒルデ   | 人生相談テレビアニメーション 「人生」 | オオカミ少女と黒王子   |